# 173 a.C.
Il 173 a.C. (CLXXIII a.C. in numeri romani) è un anno  del II secolo a.C.

## Eventi
- Sono espulsi da Roma due intellettuali epicurei greci, in quanto avversi al mos maiorum.
- I consoli Publio Cornelio Cetego e Marco Bebio Tamfilo ottengono la resa definitiva delle popolazioni liguri.

## Nati
- Antioco V, sovrano († 162 a.C.)

## Morti
- Quinto Fulvio Flacco, politico e militare romano